# Michał (biskup Wirginii)
Michał (ur. 3 stycznia 1950) – duchowny Koptyjskiego Kościoła Ortodoksyjnego, od 2009 biskup Wirginii.

## Życiorys
22 czerwca 1976 został wyświęcony na diakona. Święcenia kapłańskie przyjął 26 lipca 1976. Sakrę biskupią otrzymał 7 czerwca 2009.